# Множество с отмеченной точкой
Множество с отмеченной точкой — множество {\displaystyle X} с выделенной точкой {\displaystyle x_{0}\in X}. Отображения между множествами с отмеченной точкой — это функции, которые переводят одну отмеченную точку в другую, то есть отображения {\displaystyle f:X\to Y}, такие что {\displaystyle f(x_{0})=y_{0}}, иногда используется такое обозначение:
{\displaystyle f:(X,x_{0})\to (Y,y_{0})}.
Множества с отмеченной точкой можно определять как простую алгебраическую структуру. В терминах универсальной алгебры, это структуры с единственной нульарной операцией, которая выбирает отмеченную точку. Таким образом, алгебраические структуры с нульарными операциями являются множествами с отмеченной точкой, например, группа — множество с отмеченной точкой — нейтральным элементом, а гомоморфизмы групп сохраняют нейтральный элемент.
Класс множеств с отмеченной точкой и отображений, сохраняющих эту точку, образует категорию, в которой имеется нулевой объект — синглетон с выделенной точкой {\displaystyle (\{a\},a)}.